# San Lorenzo en Piscibus (título cardenalicio)
San Lorenzo en Piscibus es un título cardenalicio diaconal de la Iglesia Católica. Fue instituido por el papa Benedicto XVI en 2010 con la bula Purpuratis Patribus.

## Titulares
- Paul Josef Cordes (24 de noviembre de 2007 - 15 de marzo de 2024)